# Смышляевка (Самарская область)
Смышля́евка — посёлок городского типа в Волжском районе Самарской области России. Административный центр городского поселения Смышляевка. 
Западнее посёлка находится аэропорт Смышляевка.

## География
Расположен в 3 километрах восточнее Самары (внутригородской посёлок Зубчаниновка).  

## История
Селение основано в конце XVIII века, около 1791 года.  
Упоминается в записках А. С. Пушкина во время сбора им информации о восстании Пугачёва. 

## Происшествия
10 октября 1958 года в 00:14 мск времени вблизи куйбышевского аэропорта Смышляевка во время ночного тренировочного полёта в простых метеоусловиях потерпел катастрофу самолёт Ли-2 (бортовой номер СССР-84733) 66-го объединённого авиаотряда. Из-за нарушения техники пилотирования самолёт потерял высоту, задел изгородь и крышу частного дома в посёлке Смышляевка по адресу ул. Куйбышева, д. 62. Затем самолет перевернулся и левым мотором снёс крышу частного дома по  ул. Куйбышева, д. 31. Трое членов экипажа погибли на месте катастрофы, бортмеханик умер в больнице через 2 часа 20 минут после происшествия. Второй пилот получил ранения. Жители обоих повреждённых домов не пострадали.

## Население
| 1959    | 1970    | 1979    | 1989    | 2002  | 2010    | 2012    |
| ------- | ------- | ------- | ------- | ----- | ------- | ------- |
| 8476    | ↗18 866 | ↗19 609 | ↘13 469 | ↘5954 | ↗6756   | ↗6955   |
| 2013    | 2014    | 2015    | 2016    | 2017  | 2018    | 2019    |
| ↗7114   | ↗7318   | ↗7594   | ↗7830   | ↗9193 | ↗10 404 | ↗11 167 |
| 2020    | 2021    |         |         |       |         |         |
| ↗11 585 | ↘7958   |         |         |       |         |         |

## Достопримечательности
На центральной площади в посёлке в честь героев Великой Отечественной войны возведён памятник. Каждый год 9 мая здесь проводятся торжественные мероприятия и чествование ветеранов.

## Культура Смышляевки
1. Фильм "Смышляевская горилла"[1]. Вторая часть фильма "Месть Смышляевской гориллы"[2]

1. ↑  Смышляевская Горилла. Дата обращения: 26 ноября 2023. Архивировано 26 ноября 2023 года.
2. ↑  Месть Смышляевской Гориллы. Дата обращения: 26 ноября 2023. Архивировано 26 ноября 2023 года.